# Lac des Mille Lacs
Lac des Mille Lacs är en sjö i Kanada.   Den ligger i Thunder Bay District och provinsen Ontario, i den sydöstra delen av landet, 1 200 km väster om huvudstaden Ottawa. Lac des Mille Lacs ligger 455 meter över havet. Arean är 245 kvadratkilometer.
Trakten runt Lac des Mille Lacs är nära nog obefolkad, med mindre än två invånare per kvadratkilometer.